# Frankenhöhe
Frankenhöhe (Inălțimea francilor) este o regiune deluroasă ce atinge altitudinea de 554 m deasupra n.m., ea este situată în landurile Bavaria și Württemberg (Germania de Sud).

## Date geografice
Frankenhöhe este situat în vestul Franconiei la granița dintre Bavaria și Baden-Württemberg, cea mai mare parte fiind în Bavaria. El se află în districtele Ansbach,  Schwäbisch Hall și Ostalbkreis. Frankenhöhe se află la sud de regiunea Steigerwald, la est de câmpia Hohenloher Ebene și nord-est de regiunea Ellwanger Berge, regiunea centrală a ei fiind traversată de linia aeriană dintre Nürnberg și Stuttgart la sud-est de Rothenburg. O parte din Frankenhöhe face parte din Parcul național Frankenhöhe.

## Inălțimi
| - Hornberg (554 m) - Birkenberg (547 m) - Ochsenberg (536 m) - Büttelberg (535 m) | - Eichelberg (530 m) - Laubersberg (517 m) - Hohe Leite (515 m) |

## Localități
- Burgbernheim
- Diebach
- Dombühl
- Marktbergel
- Markt Erlbach
- Schillingsfürst
- Trautskirchen
- Wäldershub
- Wettringen
- Wörnitz

## Ape curgătoare
- Aisch
- Altmühl
- Aurach
- Bibert
- Fränkische Rezat
- Tauber (la marginea de vest)
- Wörnitz
- Zenn

La marginea de sud Frankenhöhe se continuă cu Schwäbische Alb unde are izvorul râul Jagst care după o serie de meandre se varsă în Neckar.